# Уддевалла (комуна)
Комуна Уддевалла (швед. Uddevalla kommun) — адміністративно-територіальна одиниця місцевого самоврядування, що розташована в лені Вестра-Йоталанд у південно-західній Швеції.
Уддевалла 159-а за величиною території комуна Швеції. Адміністративний центр комуни — місто Уддевалла.

## Населення
Населення становить 52 530 чоловік (станом на вересень 2012 року).
| Кількість населення комуни Уддевалла за 1970-2010 роки | Кількість населення комуни Уддевалла за 1970-2010 роки | Кількість населення комуни Уддевалла за 1970-2010 роки | Кількість населення комуни Уддевалла за 1970-2010 роки | Кількість населення комуни Уддевалла за 1970-2010 роки |
| ------------------------------------------------------ | ------------------------------------------------------ | ------------------------------------------------------ | ------------------------------------------------------ | ------------------------------------------------------ |
| Рік                                                    |                                                        |                                                        | Населення                                              |                                                        |
| 1970                                                   | 1970                                                   |                                                        | 47 725                                                 | 47 725                                                 |
| 1975                                                   | 1975                                                   |                                                        | 46 861                                                 | 46 861                                                 |
| 1980                                                   | 1980                                                   |                                                        | 46 032                                                 | 46 032                                                 |
| 1985                                                   | 1985                                                   |                                                        | 45 816                                                 | 45 816                                                 |
| 1990                                                   | 1990                                                   |                                                        | 47 345                                                 | 47 345                                                 |
| 1995                                                   | 1995                                                   |                                                        | 49 003                                                 | 49 003                                                 |
| 2000                                                   | 2000                                                   |                                                        | 48 971                                                 | 48 971                                                 |
| 2005                                                   | 2005                                                   |                                                        | 50 314                                                 | 50 314                                                 |
| 2010                                                   | 2010                                                   |                                                        | 51 868                                                 | 51 868                                                 |
| Джерело: SCB                                           |                                                        |                                                        |                                                        |                                                        |

## Населені пункти
Комуні підпорядковано 9 міських поселень (tätort) та низка сільських, більші з яких:
- Уддевалла (Uddevalla)
- Юнгшиле (Ljungskile)
- Амменес (Ammenäs)
- Фаґергульт (Fagerhult)
- Геррестад (Herrestad)
- Гоґсторп (Hogstorp)
- Суннінґен (Sunningen)
- Утбю (Utby)

## Міста побратими
Комуна підтримує побратимські контакти з такими муніципалітетами:
- Комуна Шієн, Норвегія
- Лоймаа, Фінляндія
- Тістед, Данія
- Мосфелльсбер, Ісландія
- Йигві, Естонія

## Галерея

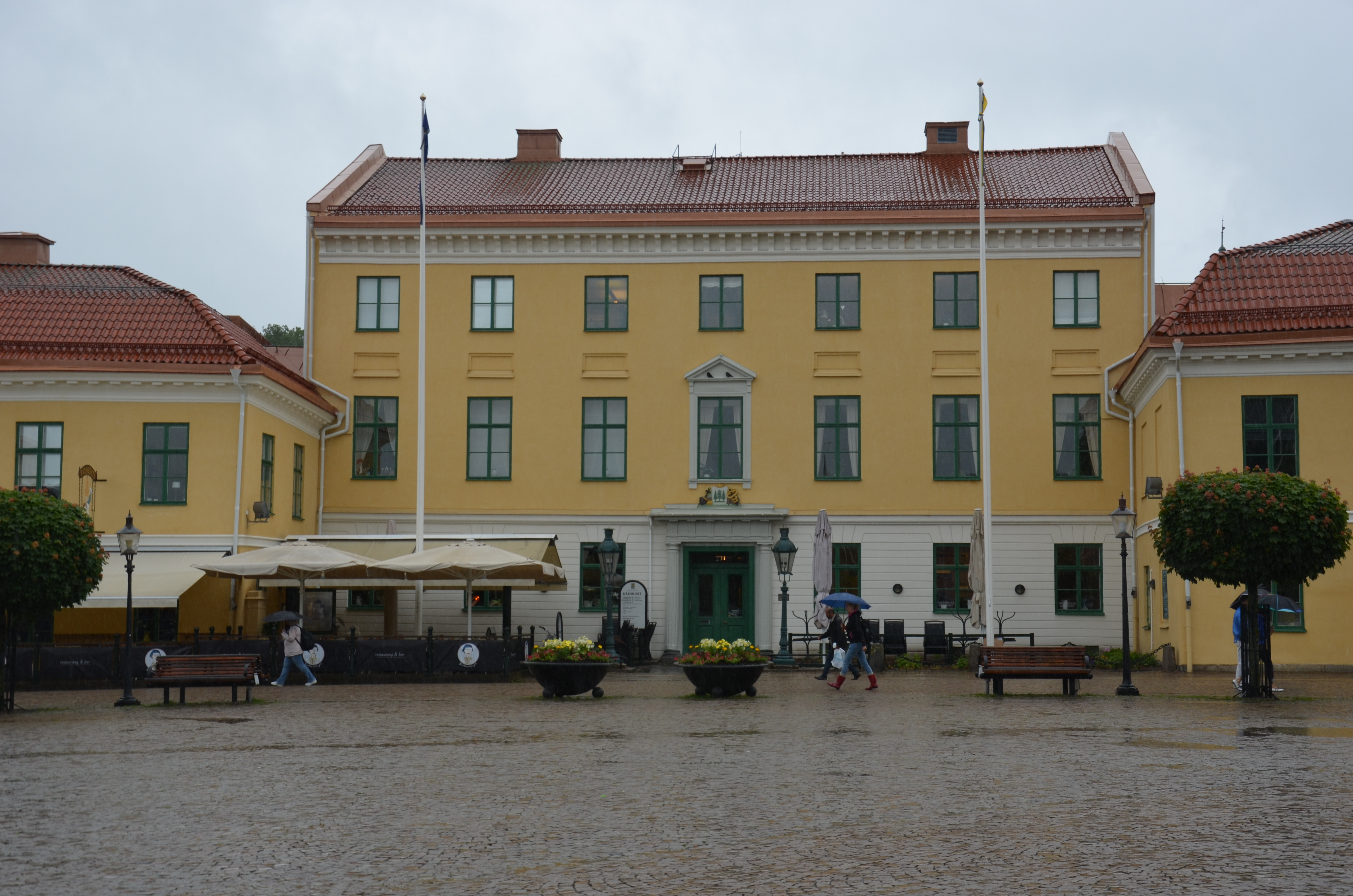
Ратуша (Уддевалла)
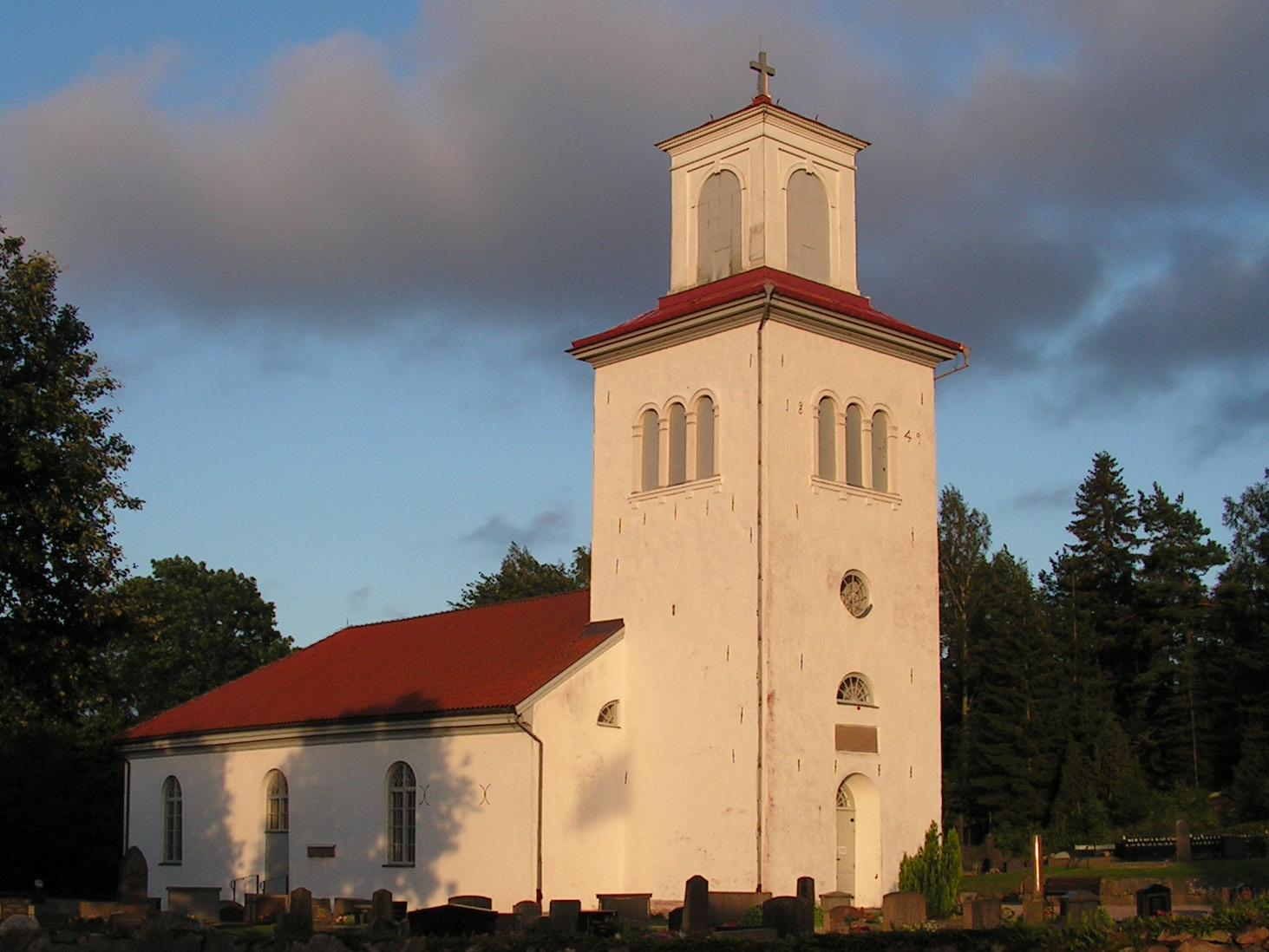
Церква (Геррестад)
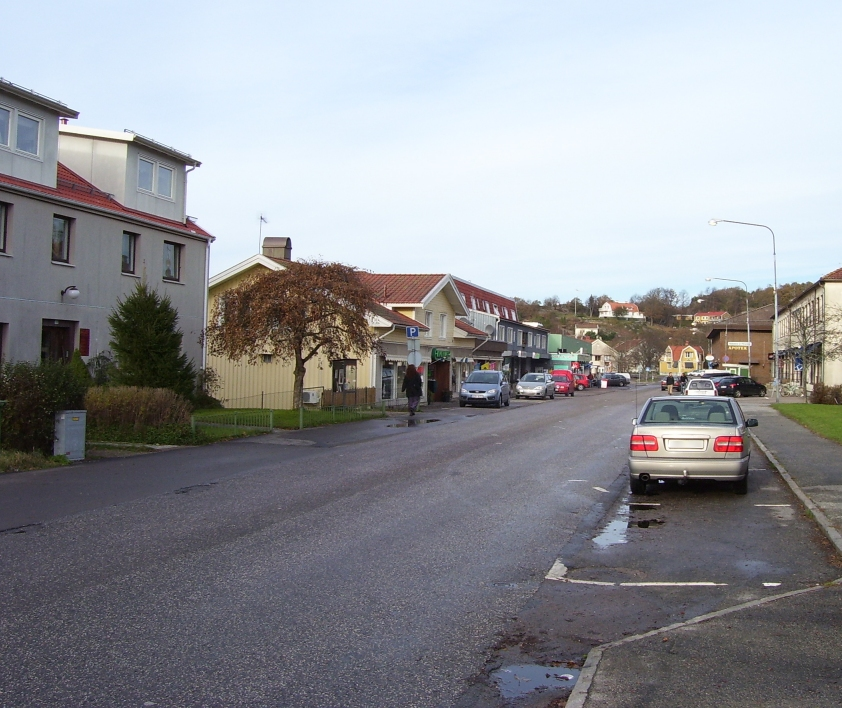
Містечко Юнгшиле
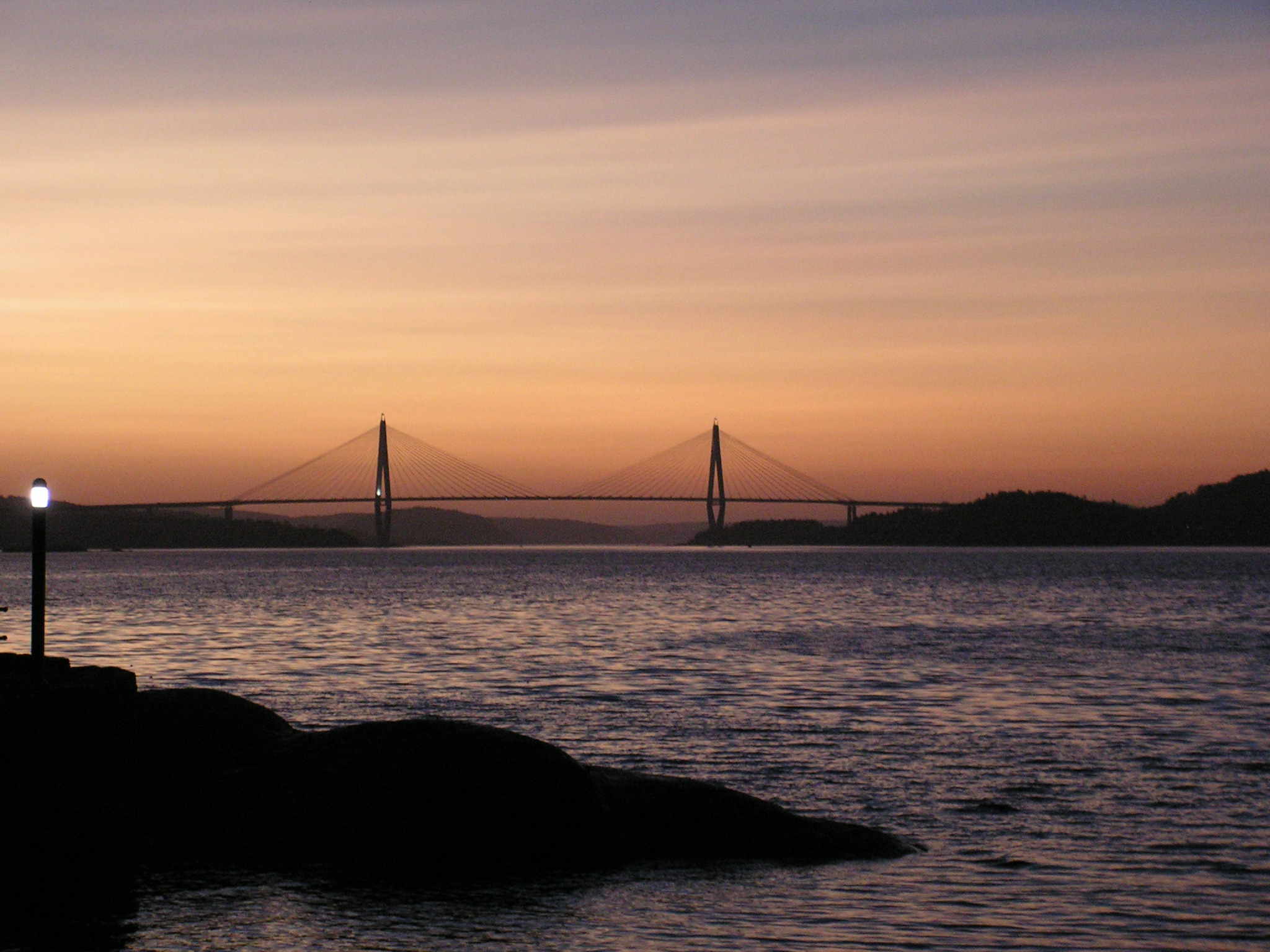
Міст в Уддеваллі